# Textiles Flächengebilde
Textiles Flächengebilde ist der Oberbegriff für alle zweidimensionalen Textilerzeugnisse.
Zur Herstellung flächenhafter Textilgebilde werden mehrere Garne in einer definierten Anordnung zueinander strukturiert oder viele einzelne Fasern flächig übereinandergelegt.
Garnbasierte textile Flächengebilde unterteilt man in vermaschte Fadensysteme (Gewirke, Gestricke), verkreuzte Fadensystemen (Gewebe, Geflechte) oder gestreckte Fadensysteme (Gelege). Faserbasierte textile Flächengebilde sind Vliesstoffe.